# صبري ياسر
صبري ياسر من مواليد 1950 في بغداد، هو مدرب حراس مرمى وحارس مرمى سابق، بدايته كانت مع نادي صلاح الدين 1970، وشارك مع المنتخب العراقي الوطني في بطولة كأس فلسطين الأولى في القاهرة 1975، وكذلك كان أحد أعضاء المنتخب العراقي في بطولة آسيا الأولى في الكويت 1977، وكان لاعب أيضا مع المنتخب العراقي العسكري ومنتخب الشرطة وشارك في العديد من البطولات العربية والقارية والدولية، انتقل للتدريب في منتصف الثمانينيات وأصبح مساعد مدرب مع المنتخبات العراقية من عام 1985 إلى 2000 ومن عام 2001 إلى 2003، إحرز لقب الدوري العراقي كمدرب في موسمين مع نادي الكرخ (1994–1995 - 1997–1998)، أحرز اللقب كمدرب حراس مرمى مع أكثر من نادي ولعدة مواسم، اعتزل اللعب في عام 1983.

## المؤهلات العلمية والمبادرات الشخصية (Education)

### دورات تدريبية دولية
- مشارك في الدورة التدريبية في الإمارات 1986 .
- مشارك في الدورة التدريبية في بغداد 1996 .
- مشارك في الدورة التدريبية في بغداد 2000.
- مشارك في الدورة التدريبية في تونس 2007 .

### دورات تدريبية محلية
- مشارك في الدورة التدريبية في بغداد 1985 المحاضر (بابيوج فالدماير).
- مشارك في الدورة التدريبية في بغداد 1988 المحاضر (الكسندر سيكنوفيج).
- مشارك في الدورة التدريبية في بغداد 1987 المحاضر (لجنة المدربين العليا).
- مشارك في الدورة التدريبية في بغداد 1992 المحاضر (لجنة المدربين العليا).
- مشارك في الدورة التدريبية في بغداد 1995 المحاضر (لجنة المدربين العليا).
- مشارك في الدورة التدريبية في بغداد 200 المحاضر (لجنة المدربية في اتحاد كرة اليد).

## المؤهلات العملية والانجازات (work experience)

### المؤهلات العملية والانجازات كلاعب
- حارس مرمى نادي صلاح الدين لكرة اليد دوري الدرجة الممتازة 1970 .
- حارس مرمى المنتخب العراقي المدرسي لكرة اليد المشارك في دورة الألعاب المدرسية 1975 القاهرة.
- حارس مرمى منتخب العراق لكرة اليد المشارك في كأس فلسطين الأولى القاهرة 1975 .
- حارس مرمى منتخب العراق لكرة اليد المشارك في بطولة آسيا لكرة اليد للرجال 1977 .
- حارس مرمى منتخب العراق لكرة اليد المشارك في كأس فلسطين الثانية المغرب 1977 (المركز الثالث).
- حارس مرمى منتخب العراق لكرة اليد المشارك في كأس العرب الكويت 1979 (المركز الثاني).
- حارس مرمى منتخب العراق العسكري لكرة اليد المشارك في بطولة الجيوش الصديقة كييف 1976 .
- حارس مرمى منتخب العراق للشرطة لكرة اليد المشارك في بطولة الشرطة العربية الإمارات 1978 (المركز الرابع).
- حارس مرمى منتخب العراق لكرة اليد منذ عام 1975 إلى 1983.
- حارس مرمى نادي الجيش لكرة اليد المشارك في كاس اندية الخليج العربي قطر 1982 (المركز الأول).
- حارس مرمى نادي الجيش لكرة اليد المشارك في بطولة الدوري العام «رجال» 1981 (المركز الأول).
- حارس مرمى نادي الجيش لكرة اليد المشارك في بطولة الدوري العام «رجال» 1982 (المركز الأول).
- حارس مرمى نادي الجيش لكرة اليد المشارك في بطولة الدوري العام «رجال» 1983 (المركز الأول).
- حارس مرمى نادي الجيش لكرة اليد المشارك في بطولة الاندية العربية الجزائر 1983 .

### المؤهلات العملية والانجازات كمدرب
- مساعد مدرب منتخب العراق لكرة اليد 1985 إلى 2000 .
- مساعد مدرب منتخب العراق لكرة اليد 2001 إلى 2003 .
- مساعد مدرب نادي الرشيد لكرة اليد المشارك في بطولة الاندية العربية 1988 تونس (المركز الثاني).
- مساعد مدرب نادي الرشيد لكرة اليد المشارك في بطولة الاندية العربية 1989 المغرب (المركز الثالث).
- مساعد مدرب نادي الرشيد لكرة اليد المشارك في بطولة مجلس التعاون العربي (المركز الأول).
- مساعد مدرب منتخب العراق لكرة اليد المشارك في بطولة بغداد الدولية الودية 1988 (المركز الثالث).
- مساعد مدرب نادي الكرخ لكرة اليد المشارك في الدوري العراقي لكرة اليد 1994-1995 (المركز الأول).
- مساعد مدرب نادي الكرخ لكرة اليد المشارك في الدوري العراقي لكرة اليد 1996-1997 (المركز الأول).
- مساعد مدرب منتخب العراق لكرة اليد 2007 .
- مساعد مدرب منتخب العراق لكرة اليد المشارك في الدورة الرياضية العربية عمان 1999 .
- مساعد مدرب منتخب العراق لكرة اليد المشارك في الدورة الرياضية العربية بور سعيد 2007 .
- مدرب حراس منتخب العراق للشباب لكرة اليد المشارك في بطولة اسيا قطر 2012 .
- مدرب حراس مركز رعاية والموهبة الرياضية لكرة اليد بغداد.
- مدرب حراس نادي الكرخ لكرة اليد أكثر من موسم وحاصل على المركز الأول.
- مدرب حراس نادي نفط الجنوب لكرة اليد المشارك في بطولة الدوري العام «رجال» 2013-2014 (المركز الأول).
- مدرب حراس نادي نفط الجنوب لكرة اليد المشارك في بطولة الدوري العام «رجال» 2014-2015(المركز الأول).
- مدرب حراس نادي الشرطة لكرة اليد المشارك في بطولة الدوري العام «رجال» 2015-2016 (المركز الأول).
- مدرب حراس نادي الشرطة لكرة اليد المشارك في بطولة الدوري العام «رجال» 2016-2017 (المركز الأول).
- مدرب حراس نادي الشرطة لكرة اليد المشارك في بطولة الدوري العام «رجال» 2017-2018(المركز الأول).